# توماس بي. فليتشير
توماس بي. فليتشير (بالإنجليزية: Thomas B. Fletcher)‏ هو سياسي أمريكي، ولد في 10 أكتوبر 1879 في الولايات المتحدة، وتوفي في 1 يوليو 1945 في واشنطن العاصمة في الولايات المتحدة. حزبياً، نشط في الحزب الديمقراطي. وقد انتخب عضو مجلس النواب الأمريكي.